# نورمان كريستي
نورمان كريستي (بالإنجليزية: Norman Christie)‏ (24 نوفمبر 1911 في المملكة المتحدة - ) هو لاعب كرة قدم بريطاني في مركز الدفاع. لعب مع بلاكبيرن روفرز وهدرسفيلد تاون ونادي هاليفاكس تاون وبيشوب أوكلاند ‏.